# Омар Алі Сайфуддін I
Омар Алі Сайфуддін I (араб. I عمر علي سيف الدين, Omar Ali Saifuddin I; ? — 10 липня 1795) — султан Брунею (1740—1795). Представник Болкіахського дому. Син бруйнейського султана Мухаммада Алауддіна. Зійшов на трон у юному віці. Здійснив похід на Філіппіни і захопив Манілу (1769).